# رابرت پاول
 رابرت پاول (انگلیسی: Robert Powell؛ زادهٔ ۱ ژوئن ۱۹۴۴) بازیگر اهل بریتانیا است. وی در فیلم عیسی ناصری در سال ۱۹۷۷ در نقش عیسی و در فیلم سی و نه پله و سریال هنی در نقش ریچارد هنی نقش آفرینی کرد.
او همچنین در فیلم‌های امر ضروری، جین آستین در منهتن، دادگاه جزا، حلقه نخست و گوژپشت نتردام بازی کرده است.